# 高橋正弘 (環境学者)
高橋 正弘（たかはし まさひろ、1969年 - ）は、日本の環境学者。専攻は環境教育。大正大学人間学部人間環境学科教授。社会共生学部学部長　公共政策学科教授。日本環境教育学会理事。埼玉県川越市出身。

## 来歴
- 1969年、埼玉県川越市に生まれる。
- 1994年、埼玉大学教育学部卒業。
- 1998年から財団法人地球環境戦略研究機関の研究員を務める。（2009年3月まで）
- 2001年4月から日本大学芸術学部非常勤講師。（2006年3月まで）
- 2001年10月から埼玉大学教育学部非常勤講師。（2002年3月まで）
- 2002年4月から立教大学文学部非常勤講師。（2004年9月まで）
- 2006年1月からマレーシア国サバ州政府主席大臣官房科学技術室・室長顧問。（2007年1月まで）
- 2007年4月から麻布大学生命環境科学部教職課程・非常勤講師。（2009年3月まで）
- 2009年4月から大正大学人間学部准教授。
- 現在、大正大学人間学部人間環境学科教授。立教大学大学院異文化コミュニケーション研究科非常勤講師。

## 担当経験のある科目
- 地域開発と福祉（大正大学）
- 多文化福祉論（大正大学）
- 環境への責任を考える（大正大学）
- 人間環境論（大正大学）
- 森里海連環学Ⅱ（大正大学）

## 著書

### 単著
- 『環境教育政策の制度化研究』 風間書房 2013年10月

### 共著
- 『環境教育辞典』 教育出版 日本環境教育学会編 2013年7月
- 『アジア・太平洋地域のESD 〈持続可能な開発のための教育〉の新展開』 明石書店 阿部治、田中治彦編 2012年3月
- 『現代環境教育入門』 筑波書房 降旗信一、高橋正弘編 2009年8月
- 『環境教育への招待』 ミネルヴァ書房 川嶋宗継、今村光章、市川智史編 2002年10月

## 論文
- 低炭素教育とその試行的実践に関する研究（大正大学　大正大學研究紀要　2014年3月）
- 低炭素教育の構想の検討と考察（日本環境教育学会関東支部　日本環境教育学会関東支部年報　2012年）
- 環境保全活動・環境教育推進法の改正に関する一考察（大正大学　大正大學研究紀要　2012年）
- 地域づくり活動をめぐるESD からの評価枠組の研究--山形県長井市の循環型まちづくりにおける教育・啓発活動について（大正大学　大正大學研究紀要　2011年）
- バードウオッチャーが形成する集団の類型について（日本環境教育学会関東支部　日本環境教育学会関東支部年報　2010年）
- 環境教育政策の策定過程で顕在化した障害の分析--マレーシァ・サバ州の事例から（環境情報科学センター　環境情報科学論文集　2008年）
- 環境教育政策の策定の動機に関する研究（環境情報科学センター　環境情報科学論文集　2006年）
- 国連環境開発会議から持続可能な開発世界サミットまでの10年--環境問題解決に向けた取組の進展（開発教育協議会　開発教育　2002年8月）
- 第13分科会 地域と教育--子どもと育てる地域、地域が育てる教育（国土社　教育 1998年11月）